# Thermoplasma
Thermoplasma és un gènere d'arqueus que es distingeix de la resta dels Archea per no tenir paret cel·lular. Es tracta de procariotes termòfils, acidòfils i quimiorganòtrofs aeròbics.
El tret distintiu d'aquest gènere és l'absència de paret cel·lular que impedeix la lisi del bacteri per inflament per pressió osmòtica. La paret, és també la responsable de donar la forma a la cèl·lula bacteriana. Aquests bacteris viuen a temperatures molt altes i pH molt baixos (la temperatura òptima de creixement de T. acidophilum per exemple, és de 55 °C i el seu pH òptim de 2). Per fer front ambients tan extrems i als canvis osmòtics de l'entorn, sense paret cel·lular, els Thermoplasma disposen d'una membrana cel·lular especial, una fracció important de la qual està constituïda per un lipopolisacàrid format per un lípid tetraéter amb unitats de mannosa i glucosa que, juntament amb altres components particulars d'aquest gènere, confereixen a aquests arqueus la resistència a aquestes condicions ambientals.
S'ha citat la presència d'arqueus d'aquest grup en les snottites.